# Razlog
Razlog (Bulgaars: Разлог) is een stad in het oblast Blagoëvgrad in het zuidwesten van Bulgarije. De stad ligt op een relatief bergachtig gebied. De stad heette tot 26 maart 1925 Mechomija.

## Zustersteden
Razlog is verzusterd met de volgende steden: 
- Pineto, Italië
- Sibenik, Kroatië